# Crna Glava (szczyt)
Crna Glava – szczyt w paśmie Bjelasica, w Górach Dynarskich. Leży w Czarnogórze. Jest to najwyższy szczyt pasma Bjelasica.